# رون بيدرسن
رون بيدرسن (بالدنماركية: Rune Pedersen)‏ (9 أكتوبر 1979 في الدنمارك - ) هو لاعب كرة قدم دانمركي في مركز حراسة المرمى. شارك مع منتخب الدنمارك تحت 16 سنة لكرة القدم ومنتخب الدنمارك تحت 17 سنة لكرة القدم ومنتخب الدنمارك تحت 19 سنة لكرة القدم ومنتخب الدنمارك تحت 21 سنة لكرة القدم. أما مع النوادي، فقد لعب مع آرهوس جمناستيك فورينينغ ونادي أودنسه ونادي كوبنهاغن ونادي لينغبي ونادي مودينا ونادي نوردشيلاند ونوتينغهام فورست وAkademisk Boldklub ‏.

## وصلات خارجية
- رون بيدرسن على موقع قاعدة بيانات كرة القدم.إي يو (الإنجليزية)
- رون بيدرسن على موقع Soccerbase.com (لاعب) (الإنجليزية)
- رون بيدرسن على موقع عالم كرة القدم.نت (الإنجليزية)